# Co csuan
A Co csuan a Tavasz és ősz (Csun-csiu (Chunqiu) 《春秋》) című történeti mű három fennmaradt kommentárjának egyike. A szerzőségét a kb. az i. e. 5. században működött Co Csiu-ming (Zuo Qiuming)nak 左丘明 tulajdonítják, akinek neve után a mű címét is kapta. Magyarul esetenként Co (Zuo) krónikájának vagy Co (Zuo) kommentárjainak fordítják. A mű a Tavasz és ősz korszak néven ismert, i. e. 722-től i. e. 568-ig terjedő időszak történelmét tárgyalja, így a kínai ókor történelemének egyik rendkívül fontos forrása.

## Háttere
A Tavasz és ősz című történeti mű, amelyről a Csou (Zhou)-dinasztia első fele, az i. e. 722-től - i. e. 481-ig terjedő időszak a nevét is kapta az egyik legjelentősebb és legkorábbi történeti mű. A történeti mű Lu 鲁 állam egymást követő tizenkét fejedelmének (kung (gong) 公) uralkodás alapján, kronologikus sorrendben tárgyalja a kínai ókor majd két és fél évszázadának történetét. Menciusz a szerzőségét magának Konfuciusznak tulajdonítja, és a konfuciánus öt szent könyv (vu csing (wu jing) 五經) egyike. Szövegét a hozzáírt, három fennmaradt kommentárjából ismerjük, melyek közül a legteljesebb és legfontosabb a Co csuan (Zuo zhuan). A legkorábbi bibliográfiák tanúsága szerint a krónikához eredetileg öt különböző szerző is készített kommentárt. A Co (Zuo)-féle kommentár mellett máig fennmaradt és ismert a Kung Jang (Gong Yang) 公羊 és a Ku (Gu) Liang 穀梁 által írt kommentár is. Ezeket ma a „Tavasz és ősz három kommentárja” néven emlegetik. A másik két kommentár elveszett, csak a szerzőjük neve ismert: Cou si (Zou shi) 鄒氏 és Csia si (Jia shi) 夾氏.

### Szerzősége és keletkezési kora
A történeti hagyomány a Co csuan (Zuo zhuan) szerzőségét Co Csiu-ming (Zuo Qiuming)nak 左丘明 tulajdonítja, akinek azonban az életéről rendkívül kevés adat áll a rendelkezésre. Valamikor az i. e. 5. században élhetett, Konfucius kortársa és Lu állam udvari írnoka volt. Ezt azonban már a Tang-kori és később kínai tudósok is megkérdőjelezték. A modern filológia kutatások alapján sincs egységes álláspont a pontos keletkezési idejével kapcsolatban, de feltehetően valamikor i. e. 389. után íródhatott.

### Címváltozatai
A történelem során a mű több címen is ismertté vált, melyek mind a mai napig használatosak.
- Co csuan (Zuo zhuan) 《左傳》 – a leggyakrabban használt rövid cím
- Csun csiu Co si csuan (Chun qiu Zuo shi zhuan) 《春秋左氏傳》 – teljes cím
- Co si Csun csiu (Zuo shi Chun qiu) 《左氏春秋》 – eredeti cím
- Csun csiu Co si (Chun qiu Zuo shu) 《春秋左氏》 – a Han-korban használt címváltozat
- Co si (Zuo shi) 《左氏》 – a Han korban használt címváltozat

## Tartalma
| Lu 鲁 állam uralkodói                    | Uralkodás hossza (években) | Uralkodási időszak |
| ---------------------------------------- | -------------------------- | ------------------ |
| Lu-beli Jin (Yin) fejedelem 鲁隐公       | 11                         | i. e. 722 – 712    |
| Lu-beli Huan fejedelem 鲁桓公            | 18                         | i. e. 711 – 694    |
| Lu-beli Csuang (Zhuang) fejedelem 鲁庄公 | 32                         | i. e. 693 – 662    |
| Lu-beli Min fejedelem 鲁闵公             | 2                          | i. e. 661 – 660    |
| Lu-beli Hszi (Xi) fejedelem 鲁僖公       | 33                         | i. e. 659 – 627    |
| Lu-beli Ven (Wen) fejedelem 鲁文公       | 18                         | i. e. 626 – 609    |
| Lu-beli Hszüan (Xuan) fejedelem 鲁宣公   | 18                         | i. e. 608 – 591    |
| Lu-beli Cseng (Cheng) fejedelem 鲁成公   | 18                         | i. e. 590 – 573    |
| Lu-beli Hsziang (Xiang) fejedelem 鲁襄公 | 31                         | i. e. 572 – 542    |
| Lu-beli Csao (Zhao) fejedelem 鲁昭公     | 32                         | i. e. 541 – 510    |
| Lu-beli Ting (Ding) fejedelem 鲁定公     | 15                         | i. e. 509 – 495    |
| Lu-beli Aj (Ai) fejedelem 鲁哀公         | 27                         | i. e. 494 – 468    |

## Fordításai
- Legge, James: The Chinese Classics, Vol. V, Parts I, II.
- Couvreur, Séraphin: Tch’ouen ts’ieou et Tso tschouan, vols. 1–3; Ho Kien Fou, 1914; reprinted Paris: Cathasia, 1951.

### Magyarul
Magyar fordításban csak rövidebb szemelvények olvashatók a műből Csongor Barnabás és Hamar Imre fordításában.
- Szemelvények a Co csuan-ból. A Tavasz és ősz krónikának Co mestertől való kommentárjaiból; vál., ford. Csongor Barnabás és Hamar Imre, szószedet Hamar Imre; Balassi, Bp., 1999 (Kínai-magyar irodalmi gyűjtemény, 2/3.)

## Külső hivatkozások
- Chunqiu Zuozhuan A Co csuan (Zuo Zhuan) eredeti szövege James Legge angol fordításával